# Edebo
För andra betydelser, se Edebo (olika betydelser).
Edebo är kyrkbyn och en småort i Edebo socken i Norrtälje kommun Kyrkbyn ligger cirka 5 km söder om Hallstavik.
Här finns Edebo kyrka.